# Brandon Russell
Brandon Clint Russell, noto anche con lo pseudonimo di Odin (Florida, 1º luglio 1995), è un militare e terrorista statunitense fondatore dell'organizzazione terroristica di estrema destra Atomwaffen Division.

## Creazione dell'Atomwaffen Division

Logo dell'Atomwaffen Division

Russell, che si faceva chiamare "Odin", è apparso per la prima volta su IronMarch.org, un forum web di estrema destra che riuniva neofascisti e neonazisti da tutto il mondo, il 22 marzo 2014, all'età di 18 anni. Qui Russell creò contatti con neonazisti americani e internazionali e, in un post dell'ottobre 2015, ha annunciato la fondazione dell'Atomwaffen Division, che era in preparazione da tre anni. Ha dichiarato che Atomwaffen era per persone molto fanatiche e ideologiche che fanno addestramento militare. Decine di persone hanno risposto al thread, che affermava di avere 40 membri in tutti gli Stati Uniti, soprattutto in Florida. Russell, sul sito, si è anche incontrato e ha instaurato alleanze con le leadership di Alba Dorata, Movimento Imperiale Russo e CasaPound in un evento neonazista in Russia, nel 2015.